# Aeolesthes textor
Aeolesthes textor är en skalbaggsart som först beskrevs av Francis Polkinghorne Pascoe 1869.  Aeolesthes textor ingår i släktet Aeolesthes och familjen långhorningar. Inga underarter finns listade i Catalogue of Life.

## Bildgalleri

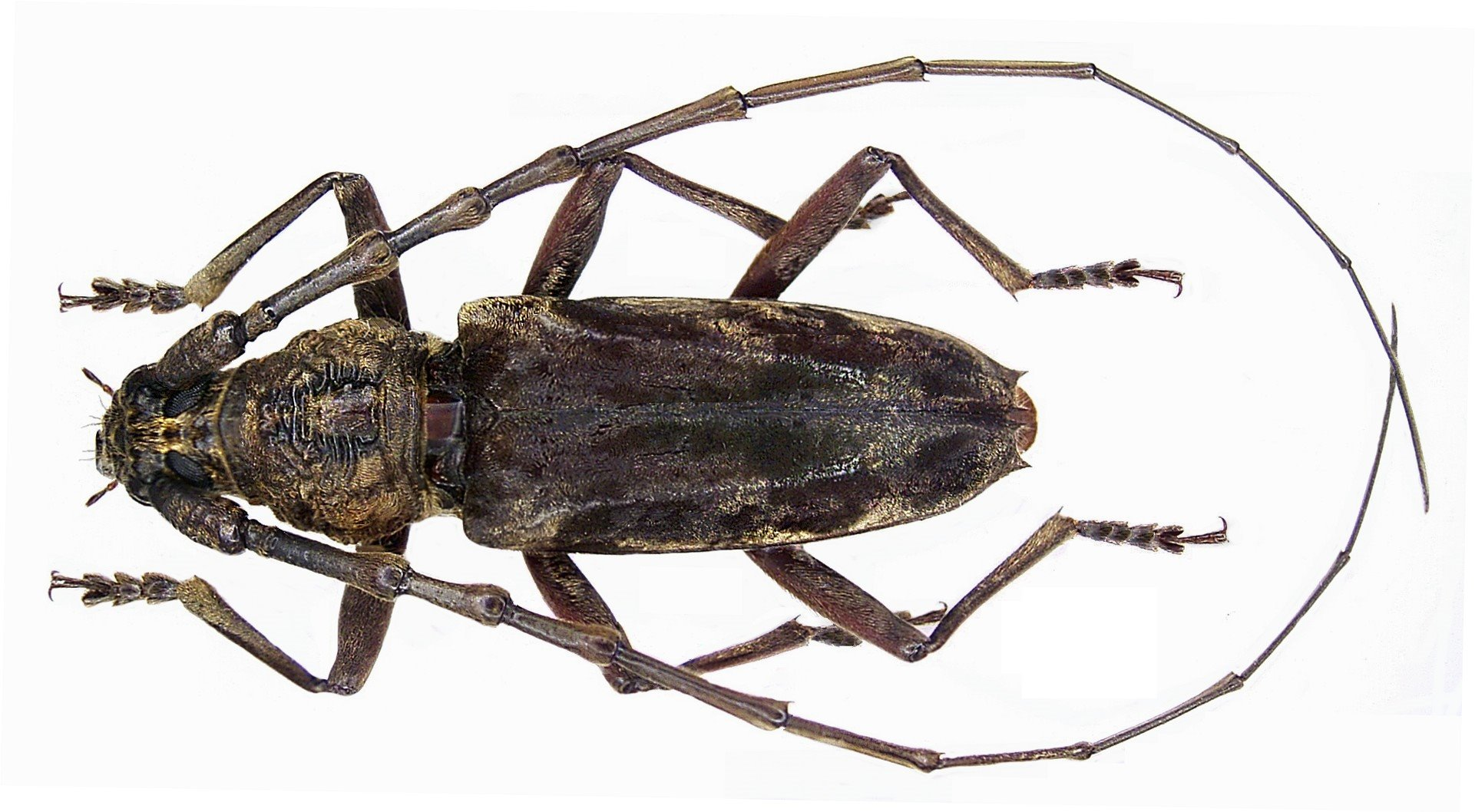